# Palazzo Valentini

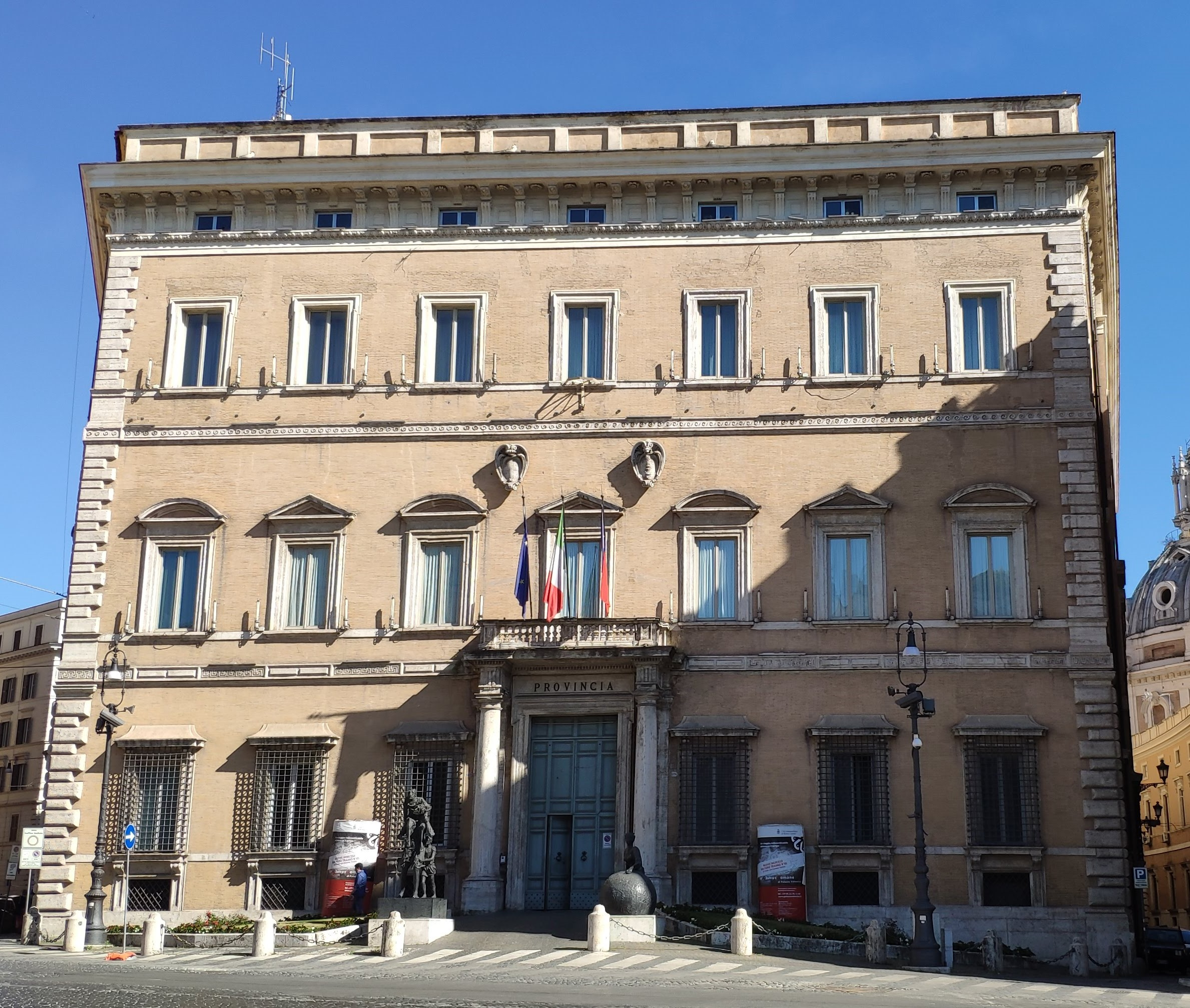
Palazzo Valentini

Der Palazzo Valentini (Palazzo Imperiali) ist ein Palazzo aus dem 16. Jahrhundert im Zentrum von Rom unweit der Piazza Venezia. Seit 1873 ist er Sitz der Verwaltung, zunächst der Provinz Rom, seit dem 1. Januar 2015 der Metropolitanstadt Rom Hauptstadt sowie der Präfektur.

## Beschreibung
Die derzeitige Struktur des Palazzo zeichnet sich durch sein großes Portal aus, flankiert von drei Fenstern auf jeder Seite, mit Türzargen und -stürzen und zwei Travertin-Säulen. Darüber ist eine große Balustrade. Das große Gesims mit kleinen Fenstern, durch drei Konsolen geteilt, ist von einer Balustrade umgeben. Der Hof ist ein Portikus in zwei Ordnungen und mit fünf Arkaden an den kurzen Seiten und neun entlang der langen Seiten, geteilt durch dorische Pilaster und reich an antiken Statuen.
Zu den Palazzo-Kunstschätzen gehören die Statue des Ulysses von Ugo Attardi, sowie Werke, die „Aeneas und Anchises“ und „Europa“ darstellen, geschaffen von Sandro Chia anlässlich des 135. Jahrestages der Provinzverwaltung von Rom.
Nach einer großen Restaurierung und Ausgrabungen unter dem Palazzo Valentini ist dieser nun der Öffentlichkeit auf Dauer zugänglich. Eine kleine Bäderanlage aus dem 2. Jahrhundert wurde sieben Meter unter dem Straßenniveau unter dem Keller des Gebäudes entdeckt.